# L'últim pistoler
 L'últim pistoler  (original: The Shootist), és una pel·lícula estatunidenca dirigida per Don Siegel estrenada el 1976 amb John Wayne al seu últim paper en el cinema. Ha estat doblada al català.

## Argument
Afectat d'una malaltia incurable, John Bernard Books (John Wayne), l'últim dels professionals llegendaris del gallet, entra tranquil·lament a Carson City per rebre cures del seu vell amic el Dr. Hostetler (James Stewart). Sabent que els seus dies estan comptats, troba comoditat i tranquil·litat en una pensió portada per una vídua (Lauren Bacall) i el seu fill (Ron Howard). Però Books no està destinat a morir en pau; davant les perspectives de la decadència física i d'una agonia atroç, escull marxar com sempre ha viscut, les armes a la mà, en un últim combat.

## Repartiment
- John Wayne: J.B.Books
- Lauren Bacall: Salt Rogers
- Ron Howard: Gillom Rogers
- James Stewart: Dr. E.W. Hostetler
- Richard Boone: Mike Sweeney
- Hugh O'Brian: Jack Pulford
- Bill McKinney: Jay Cobb
- Harry Morgan: Marshal de Carson City
- John Carradine: Hezekiah Beckum
- Sheree North: Serepta, ex-promesa de Books
- Scatman Crothers: Moses Brown

## Nominacions
1977 	
- Oscar a la millor direcció artística per Robert F. Boyle i Arthur Jeph Parker
- BAFTA a la millor actriu per Lauren Bacall
- Globus d'Or al millor actor secundari per Ron Howard